# جائزة إسبانيا الكبرى للدراجات النارية 2015
جائزة إسبانيا الكبرى للدراجات النارية 2015 هو سباق دراجات نارية أقيم بتاريخ 3 مايو 2015 في حلبة خيريز، شريش، إسبانيا. كان الجولة الرابعة من أصل 18 في سباق الجائزة الكبرى للدراجات النارية موسم 2015. فاز الإسباني خورخي لورنزو بفئة الموتو جي بي بينما جاء الإسباني مارك ماركيث في المركز الثاني وحصل على المركز الثالث الإيطالي فالنتينو روسي.

## وصلات خارجية
- الموقع الرسمي